# Macroglossum stellatarum
La sfinge del galio (Macroglossum stellatarum (Linnaeus, 1758)) è un lepidottero appartenente alla famiglia Sphingidae, diffuso in Eurasia e Nordafrica; è conosciuto anche col nome di fiutola, farfalla sfinge o sfinge colibrì.
Passa con estrema rapidità da un fiore all'altro senza mai posarsi: resta in volo librato su di essi per pochi secondi battendo velocemente le ali ad una frequenza di 70-80 volte al secondo, al pari dei colibrì più piccoli e protendendo la lunga spirotromba verso i fiori per suggere il nettare, analogamente ai colibrì.
Ha abitudini diurne e crepuscolari. Vola nei mesi caldi dell'anno e si posa solo per riposare dopo il crepuscolo, ben nascosta dalla vegetazione, coprendo con le ali anteriori le posteriori e lasciando scoperto l'addome.

## Distribuzione e habitat
presenza estiva (potenziale)
     presenza stanziale
     presenza invernale

presenza estiva (potenziale)
presenza stanziale
presenza invernale

La sfinge del galio è presente lungo un'ampia fascia boreale del Vecchio mondo, dal Portogallo al Giappone, ma è stanziale solo nelle aree temperato-subtropicali (bacino del Mediterraneo e regioni orientali). È una volatrice resistente e veloce, capace di ampie dispersioni tanto da poter essere osservata potenzialmente ovunque nell'emisfero settentrionale durante l'estate. Tuttavia alle latitudini maggiori (ad esempio a nord delle Alpi europee e del Caucaso russo) raramente sopravvive all'inverno.

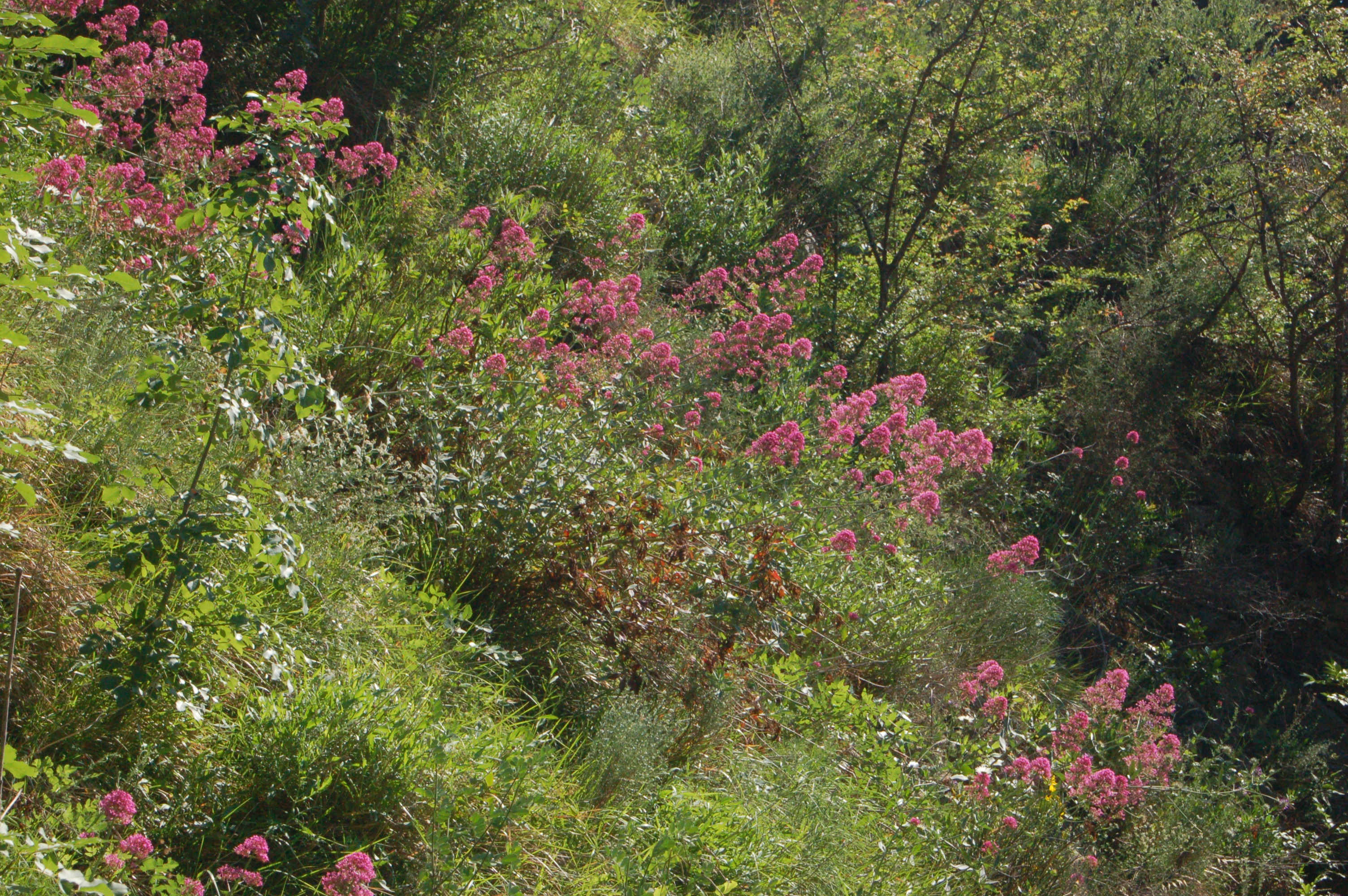
Uno degli ambienti elettivi di Macroglossum stellatarum (margine boschivo con valeriana rossa nei dintorni di Genova)

Queste falene sono facilmente osservabili in giardini, parchi, prati, cespugli e macchie ai margini dei boschi, dove crescono le piante su cui si alimentano (caprifogli, valeriana rossa e molte altre).

## Biologia
Le larve solitamente pascolano su galio o robbia, ma sono state documentate anche su valeriane, stellarie ed epilobii.
Gli adulti sono particolarmente attratti da fiori nettarini dal calice lungo e sottile, a cui attingono con la proboscide evitando così la competizione con altri insetti. Esempi di tali piante comprendono Valeriana, Jasminum, Buddleia, Nicotiana, Primula, Viola, Syringa, Verbena, Echium, Phlox, Lavandula, Stachys. È noto che essi tendono a "coltivare" i fiori, ossia tornano alle stesse distese floreali pressappoco alla medesima ora del giorno.
Ogni anno si verificano almeno due deposizioni di uova. Gli adulti sono visibili in qualsiasi periodo dell'anno, specialmente nella fascia meridionale dell'areale, dove possono aversi fino a quattro deposizioni. Svernano negli interstizi di rocce, alberi ed edifici; in caso di giornate invernali particolarmente temperate possono emergere per nutrirsi.

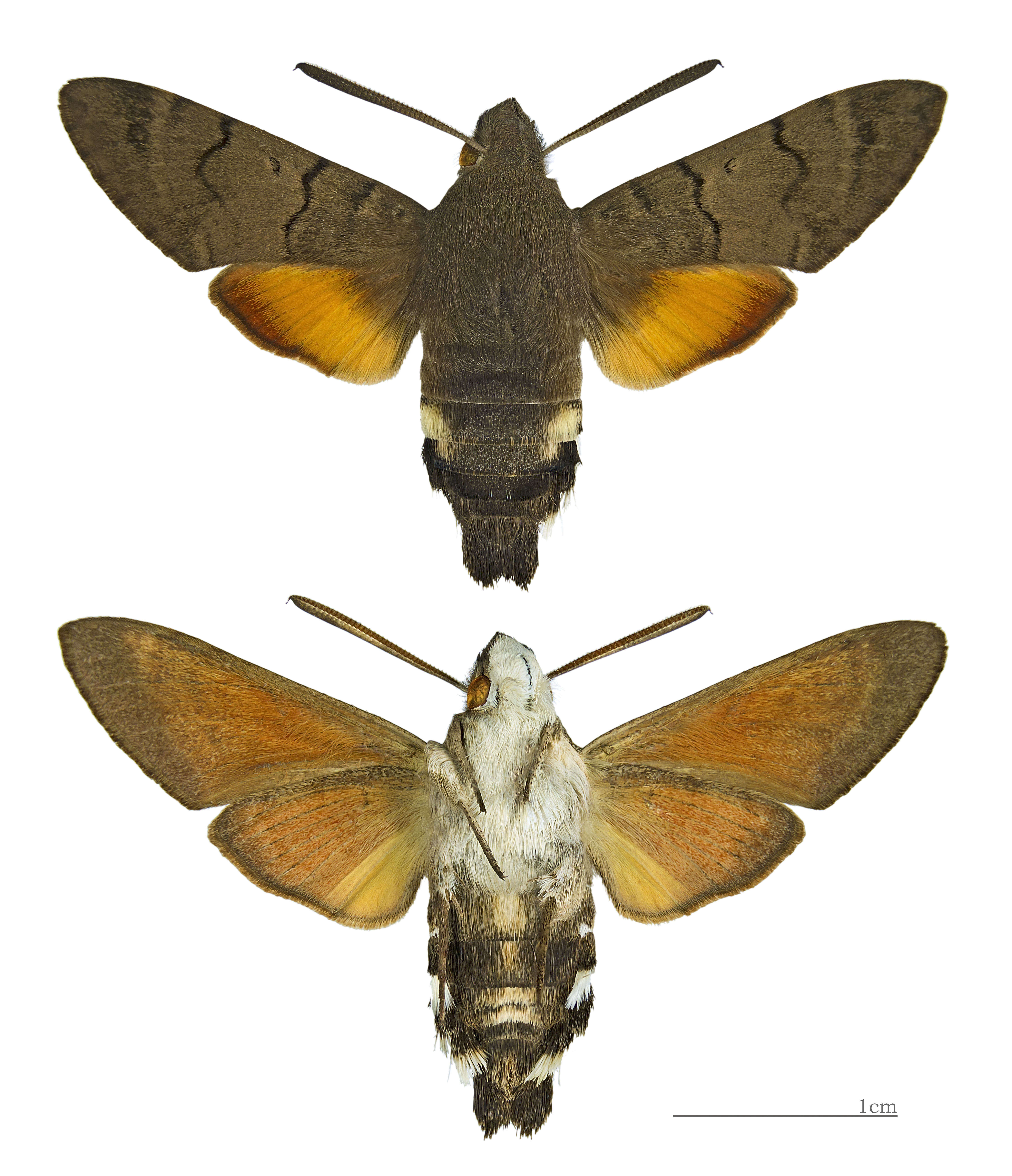
Macroglossum stellatarum

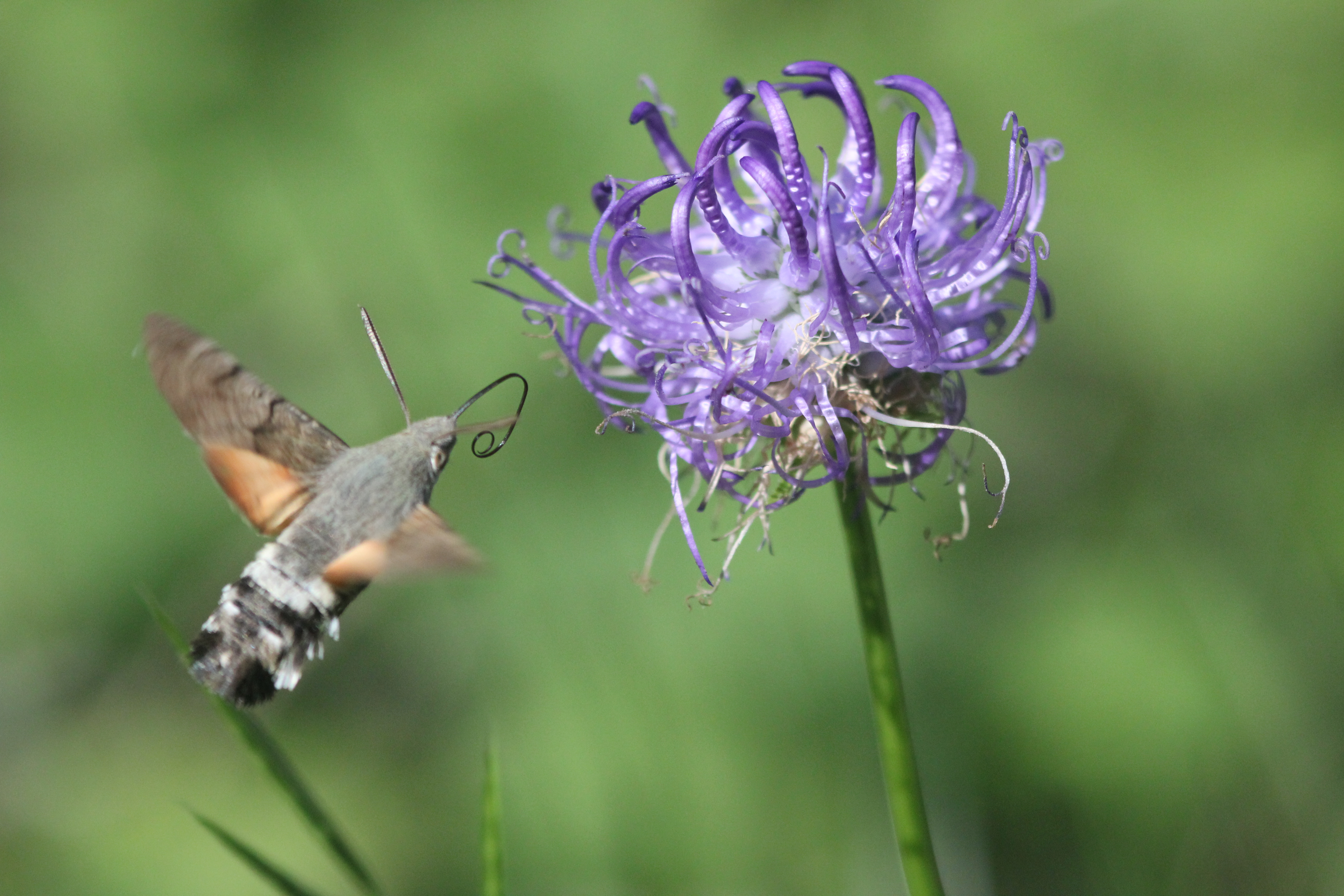
Macroglossum stellatarum

### Uovo
Le uova, d'un lucido colore verde pallido, sono sferiche (1 mm diam.), a imitazione delle gemme di Galium, piante ospiti su cui le femmine ne depongono fino a 200, ciascuno su una pianta diversa. La schiusa richiede dai 6 agli 8 giorni.

### Larva

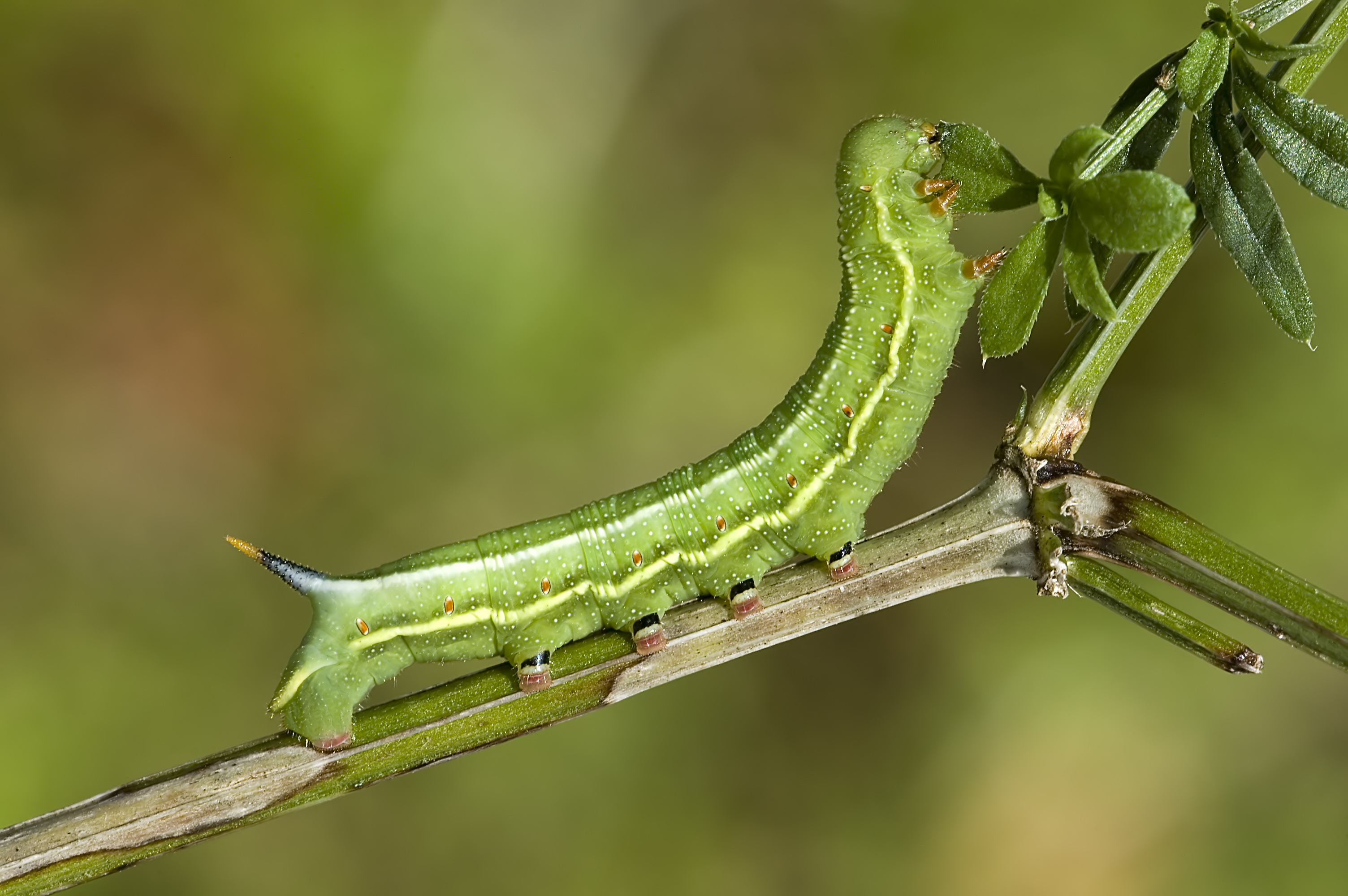
Larve di Macroglossum stellatarum

Appena fuoriuscite le larve sono giallo chiaro; con la successiva muta assumono la colorazione verde con due strisce chiare ai lati e il corno posteriore tipico delle sfingidi. Il corno è rosso porpora, poi blu con estremità arancione nell'ultima muta.  Brucano alla sommità delle piante e riposano nel folto dei rami. Pur dipendendo dal tepore del sole, lo stadio larvale può essere anche di soli 20 giorni.

### Pupa
Le pupe sono bruno-pallido con una proboscide prominente e due spine acuminate all'estremità della crisalide. Sono avvolte in bozzoli setosi tra i residui della pianta ospite o tra i resti delle foglie cadute al suolo.

### Adulto

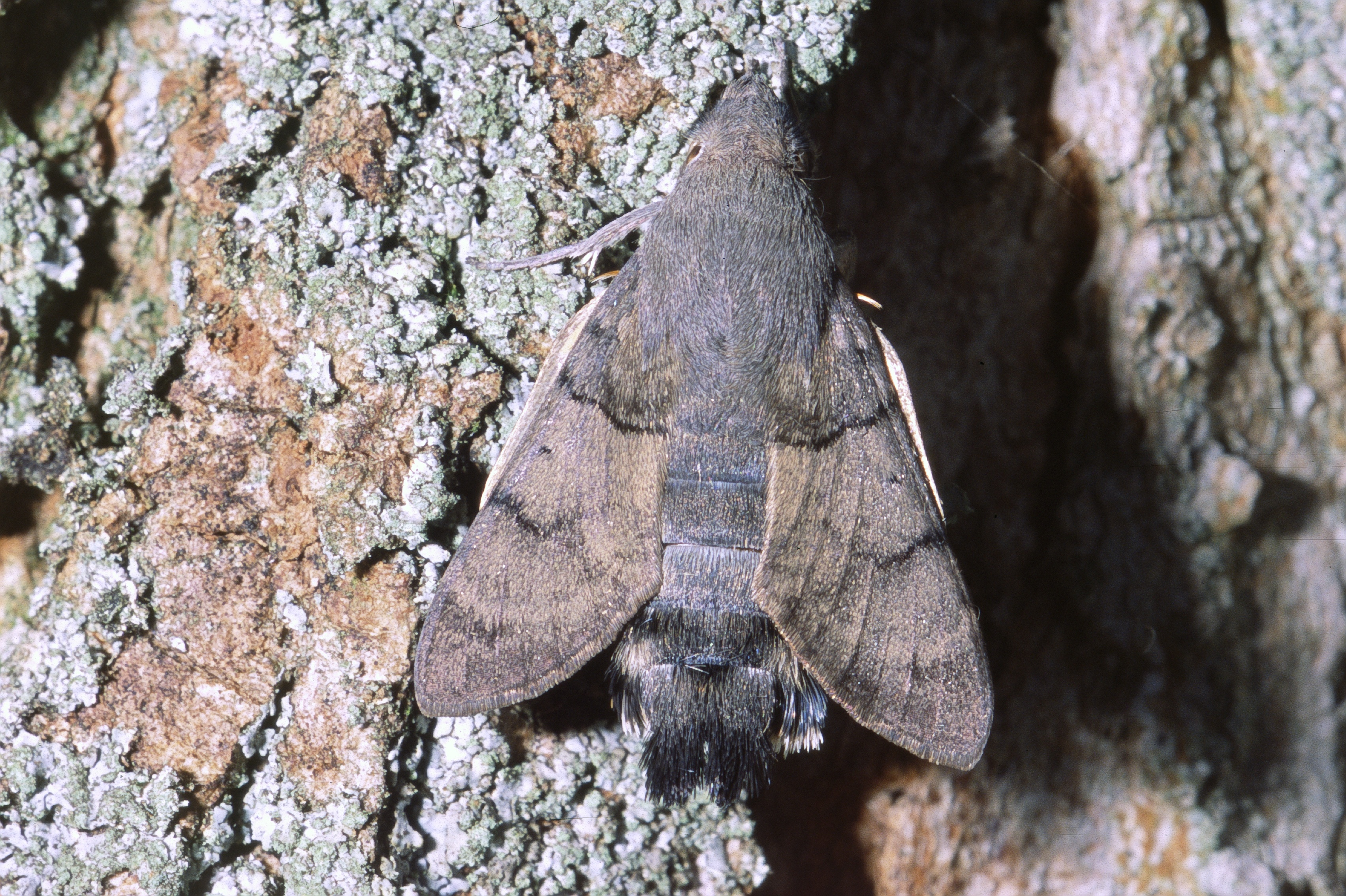
Macroglossum stellatarum a riposo, Francia

Le ali anteriori sono brune, attraversate da ondulate linee nere, mentre quelle posteriori sono arancioni orlate di nero. L'addome è piuttosto ampio, terminato da una breve coda a ventaglio. L'apertura alare è di 45–100 mm e fino a 200mm, la falena può raggiungere una lunghezza da 4 a 6 centimetri.